# José Maria Panganiban
José Maria Panganiban y Enverga (1 tháng 2 năm 1863 - 19 tháng 8 năm 1890) là một nhà tuyên truyền, nhà ngôn ngữ học và nhà viết tiểu luận người Philippines. Ông là một trong những nhà văn chính có đóng góp lớn cho tổ chức La Solidaridad dưới bút danh "Jomapa" và "JMP"
José Maria Panganiban y Enverga sinh ngày 1 tháng 2 năm 1863 tại Bangkal Phase II, Mambulao (một thị trấn mà sau này được đổi tên theo ông). Ông là con cả trong gia đình có ba người con, Cha ông là Vicente Panganiban, quê gốc ở Hagonoy, Bulacan, và mẹ ông là Juana Enverga, người Mauban, Quezon.
Kể từ khi mẹ ông qua đời khi ông đang còn rất nhỏ, Panganiban lớn lên trong sự chăm sóc của cha, thư ký tòa án ở Daet, thủ phủ của tỉnh. Cha của ông đã đưa ông đến Chủng viện Hoa kỳ Mân Côi (El Seminario del Santissimo Rosario) của Nueva Caceres (nay là thành phố Naga, Camarines Sur) và trở thành protégé (người bảo hộ) của giám đốc chủng viện Fr. Santoja. Giáo viên ở đây hết lời khen ngợi ông vì khả năng tiếp thu bài học rất nhanh. Ở tuổi 12, ông đã thành thạo được tiếng Latin và tiếng Tây Ban Nha và ở tuổi 15, ông thành thạo thêm hai môn Van học cổ điển và Khoa học tự nhiên.
Ông đã viết rất tốt và đã nói rõ những ý tưởng của mình. Vì lý do này, Thống đốc người Tây Ban Nha Domingo Moriones đã đến thăm tỉnh này và nghe ông thuyết trình trong một chương trình tại trường học. Thống đốc đã tấm tắc khen ngợi ông. Tháng 4 năm 1878, ông viết cuốn A Nuestro Obispo để tôn vinh Đức Giám mục Francisco Gainza, người đã đến thăm Mambulao.
Giám mục Santoja đã tài trợ cho các nghiên cứu của Panganiban tại Manila. Santoja đã giới thiệu ông đến Colegio de San Juan de Letran, nơi ông đạt được bằng Cử nhân Văn chương năm 1883. Muốn trở thành một bác sĩ, ông đã tham gia các khóa học y khoa tại Đại học Santo Tomas và đồng thời học các khóa dạy nghề trong nông nghiệp tại Letran. Năm 1885, ông đã nhận được danh hiệu Chuyên gia Nông nghiệp. Trong khi ở trường Đại học năm 1887, ông đã viết cuốn Anatomia de Regines, đây là tác phẩm được công nhận là một trong những tác phẩm văn học rực rỡ của ông. Các bài báo của ông về bệnh lý tổng quát, trị liệu và phẫu thuật giải phẫu cũng được trao giải.
Một tuyển tập của các tác phẩm của ông đã được tập hợp bởi Fr. Gregorio Echevarria, Hiệu trưởng của Đại học Santo Tomas, và được gửi đến để trưng bày tại Đại hội Phóng viên 1887 tại Madrid.

## Các hoạt động cho Phong trào Tuyên truyền
Vào tháng 5 năm 1888, Panganiban đi đến Tây Ban Mha và tiếp tục nghiên cứu y học tại Đại học Barcelona. Tại đây, ông đã gặp những thành viên người Philippines của tổ chức Phong trào Tuyên truyền đang khuấy động cải cách ở thuộc địa. Ông gia nhập các tổ chức Asociacion Hispano-Filipina và La Solidaridad vì ông tin tưởng rằng cải cách sẽ giúp ích được hơn cho Philippines và tại những tổ chức này ông đã sử dụng những bút/bí danh: "Jomapa" và "JMP"
Vào ngày 25 tháng 4 năm 1889, Panganiban đã gửi một bản kiến nghị lên Bộ trưởng Thuộc địa Đế quốc Tây Ban Nha, yêu cầu người Philippines được đại diện cho Cortes (Quốc hội Tây Ban Nha). Trong khi ở Tây Ban Nha, ông học các ngôn ngữ khác như tiếng Đức, tiếng Ý và tiếng Pháp, viết thêm tiếng Tây Ban Nha và tiếng Latinh vào giấy khai sinh của mình trong chủng viện của Nueva Caceres (thành phố Naga, Camarines Sur). Ông đã có thể dịch cuốn sách của tác giả Đức Carl Julius Weber có tựa: Die Religio und Die Religionen (tôn giáo và các tôn giáo khác) sang tiếng Tây Ban Nha.
Là một trong những nhà văn của La Solidaridad, ông đã kêu gọi sự chú ý của Thực dân Tây Ban Nha về tự do báo chí và chỉ trích hệ thống giáo dục ở Philippines. Tác phẩm của ông đã được José Rizal công nhận, thậm chí Rizal còn nhận xét rằng "Ông ấy là một nhà hùng biện thực sự với những từ ngữ đơn giản và tràn đầy năng lượng, mạnh mẽ trong các khái niệm và những ý tưởng thực tiễn và xuyên suốt". Trong số những bài viết ông xuất bản là "El Pensamiento", "La Universidad de Manila: Su Plan Estudio", và "Los Nuevos Ayuntamientos de Filipinas". Ông tiếp tục viết những bài báo và truyện ngắn, bao gồm "Ang Lupang Tinubuan", "Noches en Mambulao", "Sa Aking buhay", "Bahia de Mambulao", "La Mejerde Oro", "Amor mio", "Clarita Perez" và "Kandeng".

## Qua đời
Panganiban mắc bệnh lao và xin lỗi Rizal rằng ông không thể giúp gì thêm trong phong trào này. Ông tâm sự với Rizal rằng, "Nếu tôi lấy lại được sức mạnh mà trước đây tôi đã có, tôi sẽ làm việc với anh đến cuối đời". Đó là một thước đo về chủ nghĩa yêu nước của Panganiban và sự cống hiến của ông cho lý tưởng rằng bất chấp những khó khăn của nghèo đói và sự tàn phá của bệnh lao, ông vẫn kiên trì cho đến cuối cuộc đấu tranh cải cách.
Vào ngày 19 tháng 8 năm 1890, ông qua đời tại nhà trọ của mình tại số 2 Rambla de Canaletas, Barcelona. Ông được chôn cất trong ngôi mộ số 2043 của Nghĩa trang Tây Nam Barcelona. Mộ của ông có văn tự: "Ở đây là người báo thù danh dự cho dân tộc Philippines, viết bởi Graciano López Jaena".
Những thành viên ở Châu Phi thương tiếc cái chết của Panganiban. José Rizal đã nói rằng Panganiban như một "người bạn đồng hành tuyệt vời của sự lao động và khó khăn... với tài năng phi thường, với trí thông minh đặc biệt, và với ngành công nghiệp không thể kiềm chế, ông là một trong những hy vọng của đất nước bất hạnh của ông... nên buồn khổ là nghĩ rằng ông đã chết mà không hoàn thành sứ mệnh cao quý mà dân tộc của ông đã giao phó cho ông".
Tiến sĩ Domingo Abella, một nhà sử học, đã tìm thấy thi hài ông ở Tây Ban Nha và đưa ông về Philippines. Phần còn lại của ông bây giờ nằm bên trong bệ của tượng Jose Ma.. Đài tưởng niệm Panganiban được Viện Lịch sử Quốc gia đặt tại Jose Panganiban, Camarines Norte.

## Di sản

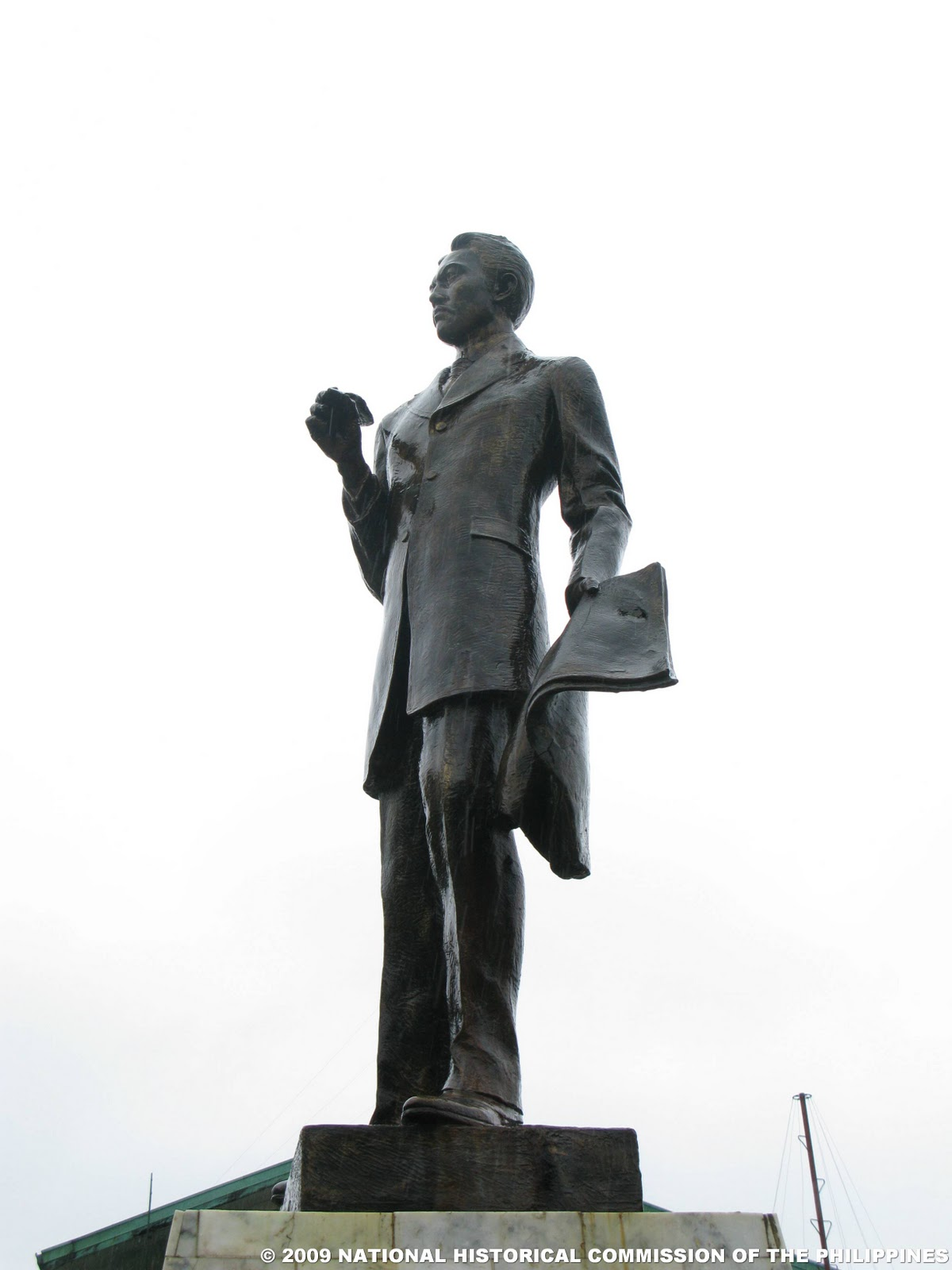
Đài tưởng niệm JOMAPA được đặt phía trước tòa thị chính Thành phố

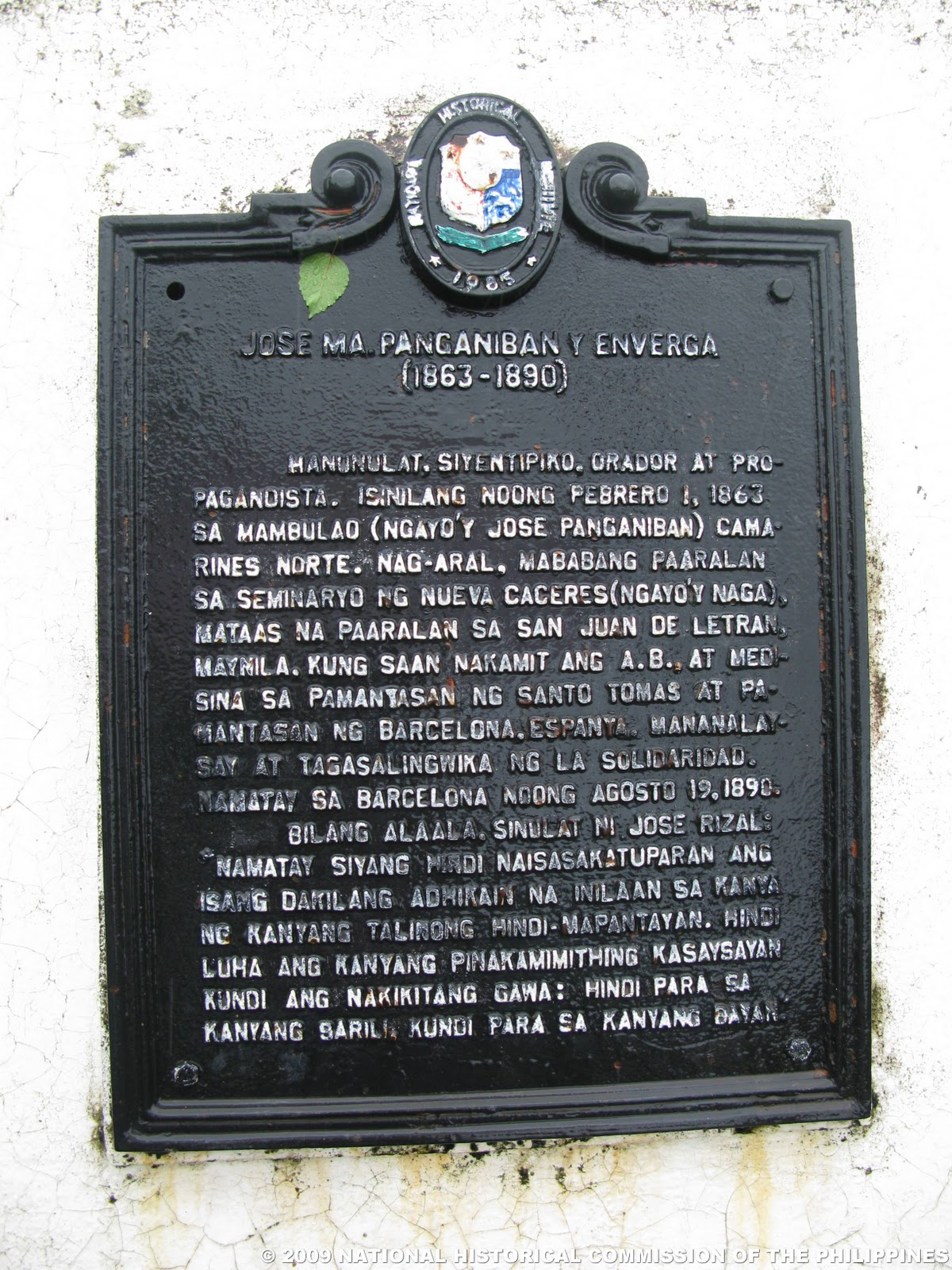
Bia tưởng niệm José Maria Panganiban tại Jose Panganiban, Camarines Norte

- Thị trấn Mambulao, Camarines Norte, quê nhà của ông được đổi tên thành Jose Panganiban để tôn vinh ông theo Đạo luật số 4155 ban hành vào ngày 1 tháng 12 năm 1934.
- Panganiban Drive (trước đây là Calle de Legaspi), Thành phố Naga - một trong những đại lộ chính của Thành phố Naga ở trung tâm của Thành phố kết nối phố Elias Angeles (trước đây là Calle Real) và Pan Philippines Highway
- Tổng thống Emilio Aguinaldo đã trích dẫn đánh giá của Pandaniban trong bài phát biểu khai mạc tại Đại hội đã họp tại Thành phố Malolos, Bulacan vào ngày 15 tháng 9 năm 1898 và ca ngợi tinh thần yêu nước của những anh hùng đã hi sinh vì tổ quốc.

## Di tích lịch sử
Đài tưởng niệm José Maria Panganiban được đặt trước Trường Trung học Hagonoy ở Hagonoy, Bulacan Tuy nhiên, tượng đài đã được chuyển sang nơi khác khi Trường bị phá.
- Tượng đài José Maria Panganiban - Trường trung học Naga Central 1, Thành phố Naga, Camarines Sur.
- Đài tưởng niệm José Maria Panganiban - làm bằng đồng và cao 2.7432 m, được đặt vào ngày 1 tháng 2 năm 1985 bởi Viện lịch sử quốc gia ở quê nhà của ông, Jose Panganiban, Camarines Norte.
- Các hiện vật của José Maria Panganiban - được trưng bày tại tiền sảnh ở tòa nhà Capitol của Tỉnh và tại các tòa nhà khác của Tỉnh, Daet, Camarines Norte.